# Quintus Konrád
Quintus Konrád (Budapest, 1960. március 14. –) magyar színész.

## Pályája
Ruszt József tanítványaként már gyerekkorában fellépett a Népszínházban, a Szegedi Nemzeti- és a zalaegerszegi Állandó Színházban. 1988-ban végzett a Színművészeti Főiskolán. 1988–1992 között a kaposvári Csiky Gergely Színház tagja volt. 1992–1996 között a Miskolci Nemzeti Színház színművésze volt. 1996–1998 között a Szegedi Nemzeti Színházban lépett fel. 1998–2003 között szabadfoglalkozású színművész volt. 2003–2006 között Szolnokon játszott. 
2006 óta a székesfehérvári Vörösmarty Színház tagja; 2011–2012 között megbízott igazgatójaként tevékenykedett. 2021-től a József Attila Színház tagja. 2022-től a Színház- és Filmművészeti Egyetem tanára.
Főiskolai hallgatóként rendezett is, pl. Molière: A mizantróp és Lebović: Az ezredik éjszaka.

## Főbb színházi szerepei
- Eilif (Brecht–Weill: Kurázsi mama)
- Cassio (Shakespeare: Othello)
- Fülöp herceg (Gombrowicz: Yvonne, burgundi hercegnő)
- Trepljov (Csehov: Sirály)
- Edlington (Juhász Levente, Szente Vajk, Galambos Attila: Macskafogó
- Don Umberto Complimenti (Hamvai Kornél, Darvas Benedek, Varró Dániel): Vesztegzár a Grand Hotelben
- Janó (Csukás István, Darvas Ferenc): Ágacska
- Pap (Egressy Zoltán): Portugál
- Kaltenberg tábornok (Tasnádi István): Szibériai csárdás „Csárdáskirálynő másképp”
- Egy vásári énekes / Filch (Kurt Weill – Bertolt Brecht): Koldusopera
- Kádár Péter (Márai Sándor: Kaland
- Feste tréfamester („bolond”) (William Shakespeare): Vízkereszt vagy bánom is én
- Dr. Csapláros Károly (Heltai Jenő): Naftalin
- Hunter Shaw, versenybíró (Horace McCoy): A lovakat lelövik, ugye? – show
- Vendég /1. kapucnis férfi/Főfelügyelő/Gérard (Coline Serreau): Három férfi és egy mózeskosár
- Király, könyvügynök (Sánta Ferenc): Az ötödik pecsét
- Az államtitkár asszony félrelép: Igazgató

## Szinkron
- Tom és Jerry (1940–1958) – Mufurc magyar hangja
- Nils Holgersson csodálatos utazása a vadludakkal (1980) – további szereplő
- Monk – A flúgos nyomozó: a pszichiáter magyar hangja[forrás?]

## Filmszerepek
- Pokoli rokonok, pap (2025)
- Drága örökösök – A visszatérés, Klinghamer Pisti (2023–2024)
- Hazatalálsz, Osvay Konrád (2023–2024)
- Zanox – Kockázatok és mellékhatások, gyárigazgató (2022)
- Keresztanyu, Érsek (2022)
- Megszállottak, Guillaume Farel (2018)
- Bújócska, Idegen férfi (2016)
- Jóban Rosszban, Garai ezredes (2015–2022)
- Casino, Szél Ottó (2010)
- A föld szeretője (2010)
- Tűzvonalban (2007)
- Csendkút (2007)
- Kisváros (1993)
- István király (1992)
- Napóleon (1989)
- Két pont között a legrövidebb görbe (1976)
- Álmodó ifjúság (1974)

## Díjai
- Kaló Flórián-díj (2022)[4]